# メジロパーマー
メジロパーマー（欧字名:Mejiro Palmer、1987年3月21日 - 2012年4月7日）は、日本の競走馬、種牡馬。
1992年のJRA賞最優秀5歳以上牡馬および最優秀父内国産馬である。同年の宝塚記念（GI）と有馬記念（GI）を優勝し、史上5頭目となる春秋グランプリ制覇を果たした。古馬になってから活躍したことや逃げのスタイルから、遅れてきた逃亡者と呼ばれた。その他の主な勝ち鞍は、1991年の札幌記念（GIII）、1992年の新潟大賞典（GIII）、1993年の阪神大賞典（GII）。2002年の京都ハイジャンプ（J-GII）を優勝したメジロライデンの父としても知られる。

## デビューまで

### 誕生までの経緯

#### メジロファンタジー
メジロファンタジーは、メジロ牧場で生産された父ゲイメセン、母プリンセスリファードの牝馬である。日本における牝系は、フランスの競走馬ノーラックとその産駒をシンボリ牧場代表の和田共弘とメジロ牧場会長の北野豊吉が共同所有し、日本に連れ帰ったことから始まった。ノーラックがフランスで出産したプリンセスリファードは、共同所有によりフランスで競走馬として走った。引退後は北野と和田の間で所有を分配する合意をしており、プリンセスリファードはメジロ牧場に割り振られた。プリンセスリファードは繁殖牝馬に転用され、フランスでゲイメセンとの交配してから1980年11月に来日。翌1981年2月にメジロファンタジーが誕生する。メジロファンタジーはメジロ牧場の所有と栗東トレーニングセンター所属の大久保正陽調教師の管理のもと、競走馬として4戦1勝。引退後はメジロ牧場に戻り繁殖牝馬となった。初年度はヤマニンスキーと交配し、初仔の牝馬を生産。その翌年にメジロイーグルと交配した。

#### メジロイーグル
メジロイーグルは、1975年にメジロ牧場で誕生した牡馬である。父のメジロサンマンは、北海道三石町本桐牧場生産の持込馬で、メジロ系列所有で競走馬となり、1967年の目黒記念（秋）優勝。29戦10勝の成績で種牡馬となった。ケガによって左目失明右目弱視という状況に陥りながら繁殖活動を続け、産駒を残した。母アマゾンウォリアーはアメリカ産の繁殖牝馬で、メジロ牧場が「当時としては高値」（横尾一彦）という1万9000ドルで購入して導入。後に広がった牝系からはメジロラモーヌやメジロアルダンが生まれ、牧場の基礎繁殖牝馬の一つとなる。
そのような両親を持つメジロイーグルは、メジロ商事株式会社の所有と栗東の伊藤修司調教師の管理のもと、競走馬として19戦7勝。1978年の京都新聞杯を始め勝利全てが逃げ切りで「だれからも愛された逃げ馬」（江面弘也）として名を馳せた。引退後は種牡馬入りしたものの人気に乏しく、交配相手の大半は自家生産馬という状況だった。
種牡馬入りして5年目の1986年、メジロ牧場はメジロイーグルに注力する年と定めて牧場の繁殖牝馬6頭をメジロイーグルに割り当てる。その6頭の中
に、メジロファンタジー（後のメジロパーマーの母）も選ばれていた。

### 幼駒時代
1987年3月21日、北海道伊達市のメジロ牧場にて2番仔となる鹿毛の牡馬（後のメジロパーマー）が誕生、「輝峰」という幼名が与えられた。この年のメジロ勢の同期は32頭おり、メジロ牧場産父アンバーシャダイの「輝光」（後のメジロライアン）と吉田堅牧場産父メジロティターンの「オーロラの62」（後のメジロマックイーン）に高い評価が与えられる一方で輝峰は期待されていなかった。牧場育成担当の古賀末徳は、輝光を「乗ってみて、背中の感じがいい」オーロラの62を「きれいな走り方をする」と述懐する一方、輝峰については「小さい時から、軽い性格、ひょうきんって言うのかな。ちょろちょろ動いては、他の馬——それが牡でも牝でも——にチョッカイ〔ママ〕を出していましたね」「性格は可愛いのですが…」としか憶えておらず、牧場獣医師の田中秀俊も「覚えていませんねえ」「治療したという記憶がない」と述べている。一方で活躍後には同期の中で最も大きい管囲（前脚の太さ）を有していた事が判明している。
メジロ牧場は、1987年産馬の命名パターンを「アメリカのヒーロー」もしくは「外国の有名スポーツ選手」に設定。輝峰にはアメリカのプロゴルファーであるアーノルド・パーマーと冠名を組み合わせた「メジロパーマー」という競走馬名が与えられる。3歳春、メジロパーマーは母メジロファンタジーと同様に大久保正陽厩舎に入厩。大久保は初めて見た際に「丈夫そうな馬だが、クビが高く乗る者は苦労するだろう」という印象を抱いていた。

## 競走馬時代

### 3-5歳（1989‐1991年）
1989年8月12日、函館競馬場の新馬戦（芝1000メートル）に柴田政人の騎乗でデビュー。1番人気であったがスタートで出遅れ、ゾウゲブネメガミの逃げ切られて6馬身差の2着 。2戦目の新馬戦も2着となるが、続く未勝利戦とコスモス賞（OP）では田面木博公とともに2連勝を挙げ、栗東に帰還した。その後は3歳限定のオープンに出走、2戦連続着外となった後に骨折し長期休養。年をまたいで4歳となった1990年6月のクラス再編では、オープン競走勝利の経験から1500万円以下に分類された。6月に復帰して以降の4戦は「中団からあっけなく後退という見どころのないレース」（阿部珠樹）で連敗を重ねた。
8月19日の函館記念（GIII）で重賞初参戦。1988年阪神3歳ステークス（GI）優勝馬ラッキーゲランがトップハンデとなる57.5kgの斤量を背負う一方、中唯一の4歳馬で実績も無い事から48kgの斤量となったメジロパーマーはこれまでの中団追走から一転、スタートからハンデ差を活かす逃げに出た。最終コーナーでかわされ後退するも7着に入る。陣営は逃げ戦法に手ごたえを感じたものの、この直後に再び骨折し、戦線を離脱してしまう。
1991年3月、半年ぶりの復帰となった1200メートルの1500万円以下こそ5番手追走から12着となったものの、2戦目2400メートルの1500万円以下では逃げて3着、3戦目同距離の大阪城ステークス（OP）でも逃げて4着。続いて4月の天皇賞（春）（GI）に出走する。菊花賞優勝のメジロマックイーン、クラシック三冠すべて3着以内および有馬記念2着のメジロライアンが単枠指定および1、2番人気に推される一方、メジロパーマーは18頭立て16番人気の支持だった。2頭が後方に控える一方でメジロパーマーは逃げるがやがて失速。優勝したメジロマックイーンに2.8秒後れをとる13着に敗れた。
復帰後4戦の1500万円以下、オープン競走では歯が立たなかったこの春、大久保はメジロパーマーの障害転向を決意する。試しにハードル飛越の練習をさせてみたところ、飛越がうまく良いタイムで走ることができていたためだという。ところが6月のクラス再編にて平地競走の500万円以下に降級することが判明したため、一度転向を持ち越して500万円以下での走りを確かめることに。前年に続いて夏の北海道に遠征し6月8日、札幌のニセコ特別（500万円以下）は逃げて2着。続いて6月22日の十勝岳特別（500万円以下）では単勝オッズ1.1倍の1番人気の支持。後方に10馬身以上差を広げる大差で逃げ切り勝ち。連敗を12で止め、約1年9か月ぶりの勝利、障害転向の危機から立ち直りに成功した。
調子が良かったことから連闘で6月30日の札幌記念（GIII）に格上挑戦。単勝オッズ8.5倍の4番人気に推された。このレースのメジロパーマーには51キログラムの斤量が与えられた。騎乗する松永幹夫はスタートから逃げようと考えていたが遮られてしまい、好位追走の形に。しかし第2コーナー手前でメジロパーマーが前に行きたがったことから方針転換。前の2頭をかわして先頭を奪うとそのまま逃げ切りを図り、後方から追い込んだモガミチャンピオンに半馬身差をつけて重賞初勝利となった。
その後もオープン競走、重賞を走るが、出遅れて逃げることができなかったり、逃げても直線で伸びを欠いたりして3連敗。再び行き詰まったために一度持ち越していた障害に本格的に転向する。先だって障害試験をレコードタイムで合格。11月2日、京都競馬場の障害未勝利（3000メートル）でデビューし、6馬身差の勝利。続く阪神競馬場の障害400万円以下（3150メートル）は2着。このレースでは飛越が低く、前脚を障害物にぶつけて腫らしてしまっていた他、体中に擦過傷を負っていた。大久保はこのままでは事故になると考え、メジロパーマーの障害での出世を断念。休養した後に平地へ再転向することとなった。

### 6歳（1992年）

#### 新潟大賞典
3月29日のコーラルステークス（OP）で始動し4着。続く4月26日の天皇賞（春）では初めて山田泰誠が騎乗。ここまで24戦で9人が乗り替わっていたが、これ以降は引退まで山田が主戦となる。スタートからハイペースで逃げたが第3コーナーでメジロマックイーンに先頭を譲り、7着となった。
5月17日の新潟大賞典（GIII）では11.4倍の7番人気だった。斤量は重賞複数勝利のレッツゴーターキンの58kg、皐月賞2着のシャコーグレイドの57kg、京阪杯勝利の牝馬イクノディクタスの55kgに対してメジロパーマーは54kgだった。スタートからハナを奪って逃げ、後方勢の接近を許さずに直線で脚を伸ばすと2着馬に4馬身差を付ける逃げ切り勝利で重賞2勝目となった。この後について大久保は「このあとは宝塚記念に登録する予定でいます。出走できるかどうかについては皆さんの判断に任せるしかありませんね」と発言。ファン投票では1万1430票の36位に留まり出走権は得られなかったが、新潟大賞典での勝利が評価されて推薦馬として出走する事となった。

#### 宝塚記念
6月14日、宝塚記念（GI）に出走。天皇賞（春）で連覇を果たしたメジロマックイーンと初めて敗退したトウカイテイオーの再戦の場と考えられていたが、両者共に骨折で出走出来ず。出走13頭のうちGI優勝経験があるのは、有馬記念優勝馬ダイユウサクとマイルチャンピオンシップ優勝馬ダイタクヘリオスの2頭のみだった。『優駿』は13頭の面子を「GIとしては小粒なもの」と評した。人気は天皇賞（春）と安田記念連続2着から臨むカミノクレッセが2.0倍、ダイタクヘリオス5.9倍、重賞初勝利となった京阪杯から臨むミスタースペインが10.8倍、ダイユウサク11.5倍と続き、メジロパーマーは、23.1倍の9番人気であった。
レース本番では8枠12番からスタートしオースミロッチとダイタクヘリオスの主張を封じてハナを奪うと単騎逃げで独走。後続勢が追い縋るも第3コーナーで接近してきたダイタクヘリオス、カミノクレッセは直線で揃って失速、後方から追い上げたミスタースペインはダイタクヘリオスを捕えるのが限界だった。メジロパーマー自身も直線では失速したが、2着カミノクレッセに3馬身差をつけて逃げ切りGI初勝利を挙げる。デビュー4年目の21歳だった山田もこれがGI初勝利となった。山田は「3コーナーで手応えがなくなったものの、4コーナーでハミが掛かりまた馬が行く気を出してくれました。直線は止まりそうになったんで後ろを見ずに無我夢中で追いました。（中略）百点満点の騎乗だった」と述懐している。夏はメジロ牧場で休養した。

#### 有馬記念
秋は10月11日の京都大賞典（GII）で始動。2番人気で出走する。このレースでは山田泰誠が前日のレースで落馬し骨折しており、怪我を押して騎乗していた。スタートから先行して逃げたが他の馬のマークが厳しく楽に逃げられず、最終コーナーに差し掛かる前にかわされて9着。11月1日の天皇賞（秋）（GI）では山田の復帰が間に合わず藤田伸二に乗り替わり、10番人気だった。スタートからダイタクヘリオスとハナを争い、前半1000メートルを57.5秒というハイペースで通過するも直線で余力なく後退し17着。この連敗からジャパンカップを見送り、有馬記念に直行することとなった。有馬記念のファン投票では4万1116票の17位で出走権利は得られず、宝塚記念と同様に推薦馬として出走する事となった。
12月27日の有馬記念（GI）では山田が鞍上に戻った。出走メンバーのうちファン投票10位以内からは骨折療養中のメジロマックイーンや跛行で休養のミホノブルボン、マイル路線を進むシンコウラブリイ以外の7頭が集結。GI優勝馬は、メジロパーマーやダイタクヘリオス、トウカイテイオー、ライスシャワー、レオダーバン、レッツゴーターキンの6頭が揃っていた。
| 人 | 宝塚記念           | 位         | 枠         | 位         | 有馬記念           | 人 |
| -- | ------------------ | ---------- | ---------- | ---------- | ------------------ | -- |
| 8  | ムービースター     | 21         | 1          | 7          | ナイスネイチャ     | 4  |
| 8  | ムービースター     | 21         | 1          | 14         | ホワイトストーン   | 6  |
| 12 | オースミロッチ     | 30         | 2          | 17         | メジロパーマー     | 15 |
| 12 | オースミロッチ     | 30         | 2          | 8          | レオダーバン       | 12 |
| 2  | ダイタクヘリオス   | 5          | 3          | 1          | トウカイテイオー   | 1  |
| 2  | ダイタクヘリオス   | 5          | 3          | 11         | レガシーワールド   | 5  |
| 11 | バンブージャンボ   | 65         | 4          | 9          | レッツゴーターキン | 10 |
| 3  | ミスタースペイン   | 29         | 4          | 6          | ダイタクヘリオス   | 7  |
| 1  | カミノクレッセ     | 3          | 5          | 20下       | オースミロッチ     | 11 |
| 13 | タニノボレロ       | 39         | 5          | 20下       | フジヤマケンザン   | 8  |
| 5  | ホワイトアロー     | 20         | 6          | 19         | イクノディクタス   | 16 |
| 7  | ヤマニングローバル | 9          | 6          | 13         | ムービースター     | 9  |
| 6  | ナリタハヤブサ     | 26         | 7          | 15         | サンエイサンキュー | 13 |
| 4  | ダイユウサク       | 6          | 7          | 4          | ヒシマサル         | 3  |
| 9  | メジロパーマー     | 36         | 8          | 16         | ヤマニングローバル | 14 |
| 10 | メイショウビトリア | 33         | 8          | 3          | ライスシャワー     | 2  |
|    | 4頭                | 10位内出走 | 10位内出走 | 10位内出走 | 7頭                |    |
|    | 5頭                | 20位内出走 | 20位内出走 | 20位内出走 | 14頭               |    |

1番人気はジャパンカップで復帰後初GI勝利を挙げたトウカイテイオーの2.4倍。それから菊花賞でミホノブルボンの三冠を阻止したライスシャワーが4.9倍、ジャパンカップ日本勢3位のヒシマサルが6.9倍と続いた。一方のメジロパーマーは、49.4倍の15番人気。ブービー人気だった。
スタートから先手を主張し、後方との差を広げ大逃げを展開。天皇賞（秋）で心中したダイタクヘリオスを避けて単騎で逃げ、ペースを落とすことに成功 。前半の1000メートルを62.6秒で通過する。しかし離れた2番手で馬群を率いていたダイタクヘリオスがそのペースに耐えられずに進出を開始。第2コーナーから向こう正面にかけて接近されると第3コーナーで並ばれ、遂にはかわされていた。しかし山田はそれに構わず折り合いに専念してマイペースで進み先頭を譲る。まもなくかかったダイタクヘリオスは「まるで故障したように」（阿部珠樹）失速。それを最終コーナーでかわして再び先頭を取り返す。時を同じくして、100メートルほど後方に位置していた他の14頭も進出を開始。直線では内からレガシーワールド、外からナイスネイチャやオースミロッチが台頭し、失速するメジロパーマーに迫るもこれまでの貯金を切り崩しながら逃げ切りを図る。ゴール手前「残り10メートル」（橋本全弘）でレガシーワールドがさらなる末脚を発揮してメジロパーマーに並びかけたところが決勝線だった。2頭の優劣は写真判定に委ねられ、メジロパーマーのハナ差での勝利が認められた。
GI2勝目に加え、イナリワン以来史上5頭目となる同一年の春秋グランプリ優勝」を達成。推薦馬による優勝は、前年のダイユウサクに続いて史上6頭目であった。山田は「向正面〔ママ〕でダイタクヘリオスが掛かって来た時でも、自分からハミを外して引っ掛かることなく、この馬のペースを維持できました。（中略）よく最後まで踏ん張ってくれましたね。本当に頑張ってくれました。」と述懐している。
7戦3勝、GI2勝で終えたこの年のJRA賞では最優秀父内国産馬及び最優秀5歳以上牡馬の2部門を受賞。年度代表馬部門ではミホノブルボンの次点となった。

### 7-8歳（1993-94年）
6歳での有馬記念優勝だったものの、種牡馬になるには「血統がすこし地味」（阿部珠樹）、大久保厩舎所属馬が「やや手薄」（同）、それに馬自身が元気だったことから、種牡馬入りを見送り現役を続行する。7歳となった1993年は、3月14日の阪神大賞典（GII）で始動。有馬記念で下したナイスネイチャが1.9倍の1番人気に推される一方で、4.3倍の3番人気となる。スタートから先手を主張し、単騎の大逃げを展開。2周目の第3コーナーで後続が接近、そして直線ではタケノベルベットに後方から追い込んだナイスネイチャらとの競り合いとなった。山田は後続の接近を待ってからメジロパーマーにスパートを指示。タケノベルベットやナイスネイチャを差し返し半馬身差を付けて入線。連勝で重賞5勝目となった。山田は「着差以上に強いレースだった」と述懐している。
続く4月25日の天皇賞（春）ではメジロマックイーン、ライスシャワー、マチカネタンホイザに次ぐ4番人気で出走。再び単騎の大逃げを展開。2周目の第3コーナー、坂の上り下りでライスシャワーとメジロマックイーンに並ばれ直線でかわされたものの、失速せずに食い下がる。ライスシャワーが抜け出す一方でメジロマックイーンと2着争いを続け、最後は競り負けるも3着を確保した。宝塚記念、京都大賞典、スワンステークス（GII）、ジャパンカップ（GI）、有馬記念に出走し、いずれも着外となった。
8歳となった1994年も現役を続行。1月23日の日経新春杯（GII）でトップハンデ60.5キログラムを背負いながら逃げた。それでも粘り、前を譲ったのはムッシュシェクルのみの2着と復調を見せた。しかしレース後に右前脚の屈腱炎が判明し、長期休養となる。夏を越えたが完治する目処が立たず、8歳という年齢を考慮して復帰を断念。1994年9月22日付で競走馬登録を抹消、競走馬を引退した。

## 種牡馬時代
競走馬引退後は北海道のアロースタッドで種牡馬として繋養された。初年度はピークとなる38頭の繁殖牝馬を集め、4年間は二桁の繁殖牝馬を集めていたが、5年目から4年間は一桁に終わった。2002年の種付けを最後に種牡馬引退。以後は故郷のメジロ牧場洞爺、改称したレイクヴィラファームで功労馬として余生を過ごした。2012年4月7日、心臓麻痺のため25歳（現年齢表記）で死亡する。産駒からは、メジロライデン（母父:エリモジョージ）は2002年の京都ハイジャンプ（J-GII）を勝利した（後述→#重賞優勝産駒）。

## 競走成績
以下の内容は、netkeiba.comおよびJBISサーチの情報に基づく。
| 競走日 | 競走日 | 競走日 | 競馬場 | 競走名             | 格   | 距離（馬場）  | 頭 数 | 枠 番 | 馬 番 | オッズ （人気） | 着順 | タイム （上り3F） | 着差 | 騎手        | 斤量 [kg] | 1着馬（2着馬）         | 馬体重 [kg] |
| ------ | ------ | ------ | ------ | ------------------ | ---- | ------------- | ----- | ----- | ----- | --------------- | ---- | ----------------- | ---- | ----------- | --------- | ---------------------- | ----------- |
| 1989.  | 08.    | 12     | 函館   | 3歳新馬            |      | 芝1000m（良） | 7     | 4     | 4     | 002.00（1人）   | 02着 | 01:00.1 （36.1）  | -1.0 | 0柴田政人   | 53        | ゾウゲブネメガミ       | 452         |
|        | 08.    | 26     | 函館   | 3歳新馬            |      | 芝1000m（良） | 7     | 1     | 1     | 002.50（2人）   | 02着 | 00:59.2 （35.7）  | -0.2 | 0柴田政人   | 53        | ゴールデンステラ       | 448         |
|        | 09.    | 09     | 函館   | 3歳未勝利          |      | 芝1200m（重） | 9     | 8     | 8     | 001.90（1人）   | 01着 | 01:13.6 （39.2）  | -0.1 | 0田面木博公 | 53        | （ポットミツルボーイ） | 446         |
|        | 09.    | 23     | 函館   | コスモス賞         | OP   | 芝1700m（重） | 7     | 5     | 5     | 002.50（1人）   | 01着 | 01:47.7 （39.7）  | -0.0 | 0田面木博公 | 53        | （キングオブトラック） | 452         |
|        | 10.    | 14     | 京都   | 萩S                | OP   | 芝1200m（良） | 9     | 2     | 2     | 018.80（5人）   | 09着 | 01:11.9 （37.0）  | -1.7 | 0村本善之   | 54        | ヘイセイトミオー       | 444         |
|        | 11.    | 25     | 京都   | 京都3歳S           | OP   | 芝1600m（良） | 10    | 8     | 10    | 023.10（8人）   | 08着 | 01:38.2 （37.3）  | -1.7 | 0田島良保   | 55        | ニチドウサンダー       | 446         |
| 1990.  | 06.    | 17     | 札幌   | エルムS            | 15下 | 芝1800m（良） | 6     | 2     | 2     | 025.60（5人）   | 05着 | 01:51.7 （39.5）  | -2.7 | 0河内洋     | 54        | ユートタイム           | 444         |
|        | 07.    | 08     | 札幌   | 大雪ハンデキャップ | 15下 | ダ1700m（良） | 6     | 1     | 1     | 011.40（6人）   | 06着 | 01:45.1 （38.6）  | -1.3 | 0松永幹夫   | 50        | シンノーブル           | 438         |
|        | 07.    | 22     | 札幌   | 道新杯             | OP   | 芝1800m（稍） | 11    | 2     | 2     | 039.0（11人）   | 05着 | 01:49.9 （37.4）  | -0.8 | 0松永幹夫   | 52        | ユートタイム           | 448         |
|        | 08.    | 05     | 函館   | 巴賞               | OP   | 芝1800m（良） | 9     | 2     | 2     | 019.20（7人）   | 08着 | 01:48.0 （36.0）  | -1.4 | 0松永幹夫   | 53        | ラッキーゲラン         | 456         |
|        | 08.    | 19     | 函館   | 函館記念           | GIII | 芝2000m（良） | 15    | 2     | 3     | 042.8（10人）   | 07着 | 02:00.4 （38.6）  | -0.9 | 0村本善之   | 48        | ラッキーゲラン         | 450         |
| 1991.  | 03.    | 02     | 中京   | 鈴鹿S              | 15下 | 芝1200m（良） | 16    | 1     | 2     | 039.8（13人）   | 12着 | 01:10.8 （36.7）  | -1.0 | 0角田晃一   | 56        | ゴールデンリッカ       | 470         |
|        | 03.    | 24     | 京都   | 大原S              | 15下 | 芝2400m（稍） | 14    | 8     | 13    | 043.6（11人）   | 03着 | 02:26.5 （37.2）  | -0.7 | 0村本善之   | 53        | タイイーグル           | 466         |
|        | 04.    | 06     | 京都   | 大阪城S            | OP   | 芝2400m（良） | 12    | 2     | 2     | 013.70（6人）   | 04着 | 02:27.2 （36.7）  | -0.4 | 0村本善之   | 51        | エリモパサー           | 460         |
|        | 04.    | 28     | 京都   | 天皇賞（春）       | GI   | 芝3200m（良） | 18    | 5     | 11    | 158.3（16人）   | 13着 | 03:21.6 （38.9）  | -2.8 | 0松永幹夫   | 58        | メジロマックイーン     | 458         |
|        | 06.    | 08     | 札幌   | ニセコ特別         | 5下  | 芝1800m（良） | 14    | 2     | 2     | 001.40（1人）   | 02着 | 01:48.7 （36.8）  | -0.1 | 0松永幹夫   | 57        | スーパーシンザン       | 460         |
|        | 06.    | 22     | 札幌   | 十勝岳特別         | 5下  | 芝1800m（良） | 6     | 5     | 5     | 001.10（1人）   | 01着 | 01:48.8 （35.4）  | -1.8 | 0松永幹夫   | 57        | （ラージェスト）       | 460         |
|        | 06.    | 30     | 札幌   | 札幌記念           | GIII | 芝2000m（良） | 16    | 5     | 10    | 008.50（4人）   | 01着 | 02:00.9 （37.0）  | -0.1 | 0松永幹夫   | 51        | （モガミチャンピオン） | 458         |
|        | 08.    | 04     | 函館   | 巴賞               | OP   | 芝1800m（不） | 14    | 6     | 10    | 004.50（2人）   | 06着 | 01:51.7 （38.4）  | -1.1 | 0松永幹夫   | 56        | ツルマイナス           | 460         |
|        | 08.    | 18     | 函館   | 函館記念           | GIII | 芝2000m（良） | 14    | 5     | 7     | 006.70（4人）   | 05着 | 01:59.8 （37.5）  | -0.7 | 0松永幹夫   | 54        | メジロマーシャス       | 460         |
|        | 10.    | 06     | 京都   | 京都大賞典         | GII  | 芝2400m（良） | 7     | 2     | 2     | 023.10（6人）   | 07着 | 02:29.7 （38.7）  | -3.2 | 0角田晃一   | 57        | メジロマックイーン     | 460         |
|        | 11.    | 02     | 京都   | 障害4歳上未勝利    |      | 障3000m（良） | 9     | 2     | 2     | 001.30（1人）   | 01着 | 03:24.5 （42.8）  | -1.0 | 0押田年郎   | 59        | （カルストンパーシア） | 464         |
|        | 12.    | 01     | 阪神   | 障害4歳上400万下   |      | 障3150m（良） | 11    | 5     | 5     | 001.90（1人）   | 02着 | 03:32.5 （40.6）  | -0.7 | 0押田年郎   | 59        | アインカイゼル         | 466         |
| 1992.  | 03.    | 29     | 阪神   | コーラルS          | OP   | 芝1400m（重） | 13    | 4     | 4     | 015.90（7人）   | 04着 | 01:24.8 （37.5）  | -0.6 | 0安田隆行   | 56        | バンブーパッション     | 464         |
|        | 04.    | 26     | 京都   | 天皇賞（春）       | GI   | 芝3200m（良） | 14    | 7     | 12    | 235.1（12人）   | 07着 | 03:22.9 （39.0）  | -2.9 | 0山田泰誠   | 58        | メジロマックイーン     | 464         |
|        | 05.    | 17     | 新潟   | 新潟大賞典         | GIII | 芝2200m（良） | 13    | 4     | 4     | 011.40（7人）   | 01着 | 02:13.4 （36.2）  | -0.7 | 0山田泰誠   | 54        | （タニノボレロ）       | 468         |
|        | 06.    | 14     | 阪神   | 宝塚記念           | GI   | 芝2200m（良） | 13    | 8     | 12    | 023.10（9人）   | 01着 | 02:18.6 （39.8）  | -0.5 | 0山田泰誠   | 57        | （カミノクレッセ）     | 470         |
|        | 10.    | 11     | 京都   | 京都大賞典         | GII  | 芝2400m（良） | 14    | 2     | 2     | 005.30（2人）   | 09着 | 02:26.1 （37.1）  | -1.5 | 0山田泰誠   | 59        | オースミロッチ         | 468         |
|        | 11.    | 01     | 東京   | 天皇賞（秋）       | GI   | 芝2000m（良） | 18    | 2     | 3     | 032.5（10人）   | 17着 | 02:00.4 （39.0）  | -1.8 | 0藤田伸二   | 58        | レッツゴーターキン     | 478         |
|        | 12.    | 27     | 中山   | 有馬記念           | GI   | 芝2500m（良） | 16    | 2     | 3     | 049.4（15人）   | 01着 | 02:33.5 （37.3）  | -0.0 | 0山田泰誠   | 56        | （レガシーワールド）   | 474         |
| 1993.  | 03.    | 14     | 阪神   | 阪神大賞典         | GII  | 芝3000m（良） | 11    | 5     | 5     | 004.30（3人）   | 01着 | R3:09.2 （37.7）  | -0.1 | 0山田泰誠   | 59        | （タケノベルベット）   | 474         |
|        | 04.    | 25     | 京都   | 天皇賞（春）       | GI   | 芝3200m（良） | 15    | 5     | 9     | 009.80（4人）   | 03着 | 03:17.6 （37.0）  | -0.5 | 0山田泰誠   | 58        | ライスシャワー         | 472         |
|        | 06.    | 13     | 阪神   | 宝塚記念           | GI   | 芝2200m（良） | 11    | 3     | 3     | 002.70（2人）   | 10着 | 02:21.5 （41.6）  | -3.8 | 0山田泰誠   | 56        | メジロマックイーン     | 476         |
|        | 10.    | 10     | 京都   | 京都大賞典         | GII  | 芝2400m（良） | 10    | 3     | 3     | 014.00（3人）   | 09着 | 02:25.7 （38.3）  | -3.0 | 0山田泰誠   | 59        | メジロマックイーン     | 468         |
|        | 10.    | 30     | 京都   | スワンS            | GII  | 芝1400m（重） | 16    | 3     | 5     | 010.00（3人）   | 11着 | 01:22.7 （35.8）  | -0.8 | 0山田泰誠   | 59        | シンコウラブリイ       | 476         |
|        | 11.    | 28     | 東京   | ジャパンC          | GI   | 芝2400m（良） | 16    | 3     | 6     | 017.6（11人）   | 10着 | 02:25.4 （37.3）  | -1.0 | 0山田泰誠   | 57        | レガシーワールド       | 480         |
|        | 12.    | 26     | 中山   | 有馬記念           | GI   | 芝2500m（良） | 14    | 8     | 14    | 025.00（9人）   | 06着 | 02:31.9 （36.3）  | -1.0 | 0横山典弘   | 56        | トウカイテイオー       | 482         |
| 1994.  | 01.    | 23     | 阪神   | 日経新春杯         | GII  | 芝2500m（良） | 16    | 2     | 3     | 004.70（2人）   | 02着 | 02:35.8 （38.0）  | -0.3 | 0山田泰誠   | 60.5      | ムッシュシェクル       | 482         |

- タイム欄のRはレコード勝ちを示す。

## 種牡馬成績
以下の内容は、JBISサーチの情報に基づく。
| 種付年度 | 種付頭数 | 生産頭数 | 血統登録頭数 | 出走頭数 | 勝馬頭数 | 重賞勝馬頭数 | AEI  | CPI  |
| -------- | -------- | -------- | ------------ | -------- | -------- | ------------ | ---- | ---- |
| 1995     | 38       | 22       | 21           | 19       | 11       | 0            | 0.42 |      |
| 1996     | 10       | 7        | 7            | 7        | 5        | －           | 0.17 |      |
| 1997     | 23       | 16       | 16           | 15       | 12       | 0            | 0.36 |      |
| 1998     | 18       | 9        | 9            | 7        | 4        | 0            | 0.12 |      |
| 1999     | 4        | 2        | 2            | 1        | 0        | 0            | 0.00 |      |
| 2000     | 2        | 1        | 1            | 1        | 1        | －           | 0.77 |      |
| 2001     | 5        | 3        | 3            | 3        | 0        | －           | 0.08 |      |
| 2002     | 2        | 2        | 1            | 0        | －       | －           | －   |      |
| 合計     | 合計     | 合計     | 60           | 53       | 33       | 0            | 0.32 | 1.06 |

- 出走頭数、勝馬頭数、重賞勝馬頭数、アーニングインデックス、コンパラブルインデックスは、平地競走に限る。

### 重賞優勝産駒
- 1996年産
  - メジロライデン（2002年京都ハイジャンプ）

## エピソード

### 花の62年組
1987年（昭和62年）に、メジロ系列所有の繁殖牝馬から産まれた「輝光」ことメジロライアン、「オーロラの62」ことメジロマックイーン、「輝峰」ことメジロパーマーは、3頭ともにGIタイトルに到達するなど活躍。その様子から「花の62年組」と呼ばれた。
|     |    | ライアン                    | マックイーン                | パーマー                    |
| --- | -- | --------------------------- | --------------------------- | --------------------------- |
| 3歳 | 夏 |                             |                             | 未勝利戦勝利                |
| 3歳 | 秋 | 未勝利戦勝利                |                             | コスモス賞勝利              |
| 3歳 | 冬 | 4下勝利                     |                             | 骨折休養                    |
| 4歳 | 春 | 皐月賞3着                   | 新馬勝利                    | 骨折休養                    |
| 4歳 | 夏 | 東京優駿2着                 | 条件戦2連勝                 | 15下連敗                    |
| 4歳 | 秋 | 菊花賞3着                   | 菊花賞勝利                  | 15下連敗                    |
| 4歳 | 冬 | 有馬記念2着                 | 休養                        | 15下連敗                    |
| 5歳 | 春 | 4着、天皇賞（春）勝利、13着 | 4着、天皇賞（春）勝利、13着 | 4着、天皇賞（春）勝利、13着 |
| 5歳 | 夏 | 宝塚記念勝利、2着           | 宝塚記念勝利、2着           | 札幌記念勝利                |
| 5歳 | 秋 | 屈腱炎休養                  | 天皇賞1位入線               | 障害                        |
| 5歳 | 冬 | 屈腱炎休養                  | 有馬記念2着                 | 障害                        |
| 6歳 | 春 | 日経賞勝利                  | 天皇賞連覇                  | 新潟大賞典勝利              |
| 6歳 | 夏 | 屈腱炎休養                  | 骨折休養                    | 宝塚記念勝利                |
| 6歳 | 秋 | 引退                        | 骨折休養                    | 2連敗                       |
| 6歳 | 冬 | アローS                     | 骨折休養                    | 有馬記念勝利                |
| 7歳 | 春 |                             | 天皇賞2着、3着              | 天皇賞2着、3着              |
| 7歳 | 夏 |                             | 宝塚記念勝利、10着          | 宝塚記念勝利、10着          |
| 7歳 | 秋 |                             | 繋靭帯炎                    | 連敗                        |
| 7歳 | 冬 |                             | 引退                        | 連敗                        |
| 8歳 | 春 | 産駒誕生                    | 社台SS早来                  | 日経新春杯2着               |
| 8歳 | 夏 |                             |                             | 屈腱炎休養                  |
| 8歳 | 秋 |                             |                             | 引退                        |
| 8歳 | 冬 |                             |                             | アローS                     |

4歳時のメジロライアンは皐月賞3着および東京優駿（日本ダービー）2着、菊花賞3着。またメジロマックイーンが
菊花賞を優勝している一方で、同時期のメジロパーマーは1500万円以下で着外を繰り返していた。格上挑戦で臨んだ5歳の天皇賞（春）では、最初で最後の3頭共演を果たしている。メジロマックイーンとメジロライアンが1、2番人気を占める中、メジロパーマーは16番人気の支持。下馬評通りメジロマックイーンが優勝しGI2勝目、メジロライアン4着、メジロパーマー13着となっていた。その後、メジロパーマーが格上挑戦の札幌記念で初重賞勝利を挙げた6月にはメジロライアンもGIタイトルに到達。障害を経由して6歳となり、新潟大賞典で重賞2勝目を挙げている間にメジロライアンは戦線を離脱。引退に追い込まれる原因となった屈腱炎を発症していた。
メジロライアンを失ったメジロ勢は、宝塚記念に天皇賞（春）でGI3勝に到達したメジロマックイーンと、重賞2勝のメジロパーマーを送り込む予定であった。牧場からは応援団を阪神競馬場に派遣することにして、ホテルや飛行機も予約。しかし、出走1週間前の6月7日の調教中にメジロマックイーンの骨折が判明し出走を回避。メジロパーマー1頭のみの参戦が決定すると、応援団の派遣を止め予約もすべてキャンセル。当日阪神競馬場を訪れたメジロの関係者はメジロ商事社長の北野俊雄しかおらず、しかもレースが終わり次第帰ることができるよう場外に車を待たせた状態での応援であった。メジロパーマーが優勝した直後に俊雄は泣いてしまったという。牧場とオーナーの関係者を多く欠いた表彰式後の記念写真撮影は、GI優勝にもかかわらず、収まる人数が少なかった。
メジロライアン、メジロマックイーンという一線級を相次いで失ったメジロ牧場にとって宝塚記念を勝利したメジロパーマーは救世主だったと武田茂男は述懐している。その後のメジロパーマーは過去2年でメジロライアンとメジロマックイーンがそれぞれ2着に敗れた有馬記念での勝利まで成し遂げた。一方、骨折から明けたメジロマックイーンは翌1993年、前年に叶わなかった宝塚記念に出走し勝利。メジロライアン、メジロパーマー、メジロマックイーンの順でメジロ勢が3連覇を果たした。同世代で宝塚記念を3勝したことはレース史上初めてであり、それをメジロ勢が占めたことは奇跡と呼ばれた。花の62年組の活躍中にはメジロの育成牧場に休養馬用の厩舎と屋内運動場が新築された<。田中は「屋内運動場を建ててくれたのはマックイーンとライアンです。そして、休養馬の馬房を建ててくれたのはパーマーです」と語っている。メジロパーマー自身も休養の際にその馬房を利用していた。

### 父メジロイーグル
メジロイーグルは種牡馬としての人気がなく、繁殖牝馬が集まらなかった。メジロパーマーが宿された1986年こそ繁殖牝馬16頭を確保していたが、1988年以降は一桁台にまで減少。1992年には遂にゼロになってしまった<。しかし同年に少ない産駒から父が届かなかった八大競走優勝馬のメジロパーマーが出現。メジロパーマーの活躍により翌1993年には生涯最高となる18頭の繁殖牝馬（種付け料公称50万円）が集まった。メジロ牧場でメジロイーグルの世話を担当していた阪本は、メジロパーマーが札幌記念優勝し、メジロイーグルに重賞産駒が誕生した時点で涙を流していたという。父内国産馬が有馬記念を勝利したのは、1962年のオンスロート以来30年ぶり史上7頭目であった。

### 障害練習、障害転向の意図とその効果
5歳春と秋には、障害練習を行った。秋には実際に障害へ転向し、2戦に出走して勝利を挙げている。これは、大久保が「何か刺激を与えよう」と考えたためであった。障害での練習にて、腰回りをはじめとする後躯の筋肉が強化され、本格化を促したという説が展開されているが、大久保は馬自身の成長であると捉えている。
競馬サークルにおいて、障害競走に一度出走させ、平地に再転向する行為を「障害帰り」と呼び、蔑まれる対象であった。しかしその反面、「障害帰り」であることから実力を低く見られて、マークされずに逃げることに成功、大レースを逃げ切ることができた。大久保は「宝塚や有馬を勝ったときには、『障害を走っていた馬が勝った』なんてずいぶん言われたが、何も障害を走らせたくて走らせたんじゃない。」また「障害にいく以前は、一本調子でとにかく引っかかってばかりでした。（中略）気持ちが乗らないと成績は良くなかったんです。でも、障害を経験して緩急をつけることを覚えました。（中略）レースぶりに幅が出ました。」と述懐している。「障害帰り」がGI競走を優勝するのは、史上初めてのことだった。

### 山田泰誠
山田は、6歳の天皇賞（春）でコンビを結成。2戦目で重賞2勝目、3戦目の宝塚記念でGI初勝利に導き、引退レースまで騎乗した。メジロパーマーの38戦のうち、12戦の鞍上が山田である。レース中に遊びながら走るメジロパーマーに対して、馬のわがままを許さない性格を持ち、支配することができるデビュー4年目の山田が主戦に抜擢された。

## 評価

### フロック視
宝塚記念を勝利しても、有馬記念を勝利しその年のファン投票レースを独占したとしても「フロック」「まぐれ」「漁夫の利」であるという評価が付いて回った。有馬記念勝利後に出走した阪神大賞典では、有馬記念で下したナイスネイチャ、エリザベス女王杯と鳴尾記念を連勝していたタケノベルベットを下回る3番人気であった。

#### 宝塚記念
宝塚記念の勝因は、トウカイテイオーとメジロマックイーンの不在という出走メンバーのレベルの低さもあったが、特殊な馬場状態となったことがメジロパーマーにひときわ有利に働いたと考えられた。この年の阪神競馬場は全面改修を半年前に終えたばかりであり、新コースで宝塚記念が行われるのは初めてだった。新コースは直線コースの残り200メートル付近に坂が新設されたほか、路盤を柔らかい物に切り替え、芝は従来の野芝とともに水を多く蓄えることができる洋芝を混合させるオーバーシード方式を導入した。洋芝が加わったことでスピードで押し切ることが難しくなり、パワーも試されるコースに生まれ変わった。宝塚記念の前年、改修直後の1991年第1回開催（11月30日 - 12月22日）では旧コースよりも遅い決着となり、逃げや先行が有利な状況となっていた。
| 地点 | 0200m                  | 0400m                  | 0600m                  | 0800m                  | 1000m                  | 1200m | 1400m                  | 1600m                  | 1800m                  | 2000m                  | 2200m                  |
| ---- | ---------------------- | ---------------------- | ---------------------- | ---------------------- | ---------------------- | ----- | ---------------------- | ---------------------- | ---------------------- | ---------------------- | ---------------------- |
| 通過 | 13.0                   | 11.8                   | 12.2                   | 12.9                   | 12.5                   | 11.8  | 12.2                   | 12.4                   | 12.5                   | 13.3                   | 14.0                   |
|      | 前半1000メートル62.4秒 | 前半1000メートル62.4秒 | 前半1000メートル62.4秒 | 前半1000メートル62.4秒 | 前半1000メートル62.4秒 |       | 後半1000メートル64.4秒 | 後半1000メートル64.4秒 | 後半1000メートル64.4秒 | 後半1000メートル64.4秒 | 後半1000メートル64.4秒 |

翌1992年、オーバーシードの第1回、2回開催を経た夏季の第3回開催では、春の天候不順により野芝の生育が悪かったため、野芝と洋芝の連絡がうまくいかなかった。馬場に洋芝が蔓延る中、夏に差し掛かって梅雨が到来。馬場は荒れてしまい、通常よりもパワーが試されるようになる「異常」（柏木集保）な状態となった。そのため逃げ・先行が有利な状況となる遅いタイムでの決着になりやすく、蔵内哲爾によれば「良馬場発表でも、不良馬場のような競馬」が続いていた。当日の宝塚記念も良馬場だったが、後続勢は馬場に脚をとられて追走に苦労。直線に入る頃には、既に追い込む余力はなかった。大逃げしてバテたメジロパーマーの上がり4ハロンが52.2秒に対し、追ったカミノクレッセは52.3秒、メンバー中最速のミスタースペインでも52.0秒。大きく開いた差はそれほど縮まることなく、メジロパーマーの逃げ切り勝利に至った。久保吉輝は「まるでヨーロッパの競馬を見ているようだった」と述懐している。
決着タイム2分18秒6、上がり3ハロン39.8秒を『優駿』は「下級条件戦のような数字」、梶山隆平は「全般の平凡レベルの証」と評している。またレコードタイムよりも3秒遅かった。同じく良馬場で行われ、宝塚記念の直前にメジロパーマーが逃げ切った新潟芝2200メートルの新潟大賞典の2分13秒6からも約5秒遅かった。新潟大賞典と宝塚記念に5秒の差が生まれたこの現象に、柏木集保は「ちょっとついていけない」と述べている。

#### 有馬記念
有馬記念の勝因は、他が1番人気トウカイテイオーの動向ばかりに気を遣い、15番人気メジロパーマーを軽視したためであると考えられた。出走前にはダイタクヘリオスとメジロパーマーが天皇賞（秋）のようにハナを争い、ハイペースを刻んで両方潰れるだろうというのが大方の見立てであった。そんな中、好位差しのトウカイテイオーが1番人気、同じく好位差しのライスシャワーが2番人気、追い込みのヒシマサルが3番人気となり、ハイペースに有利な中団から後方に待機する馬に支持が集まった。しかし天皇賞（秋）のような激しいハナ争いは発生せず、メジロパーマーは楽に逃げることに成功。自身に有利なスローペースを刻み、折り合いをつけて走っていた。
| 地点 | 0100m | 0300m | 0500m | 0700m | 900m | 1100m | 1300m | 1500m | 1700m | 1900m | 2100m | 2300m | 2500m |
| ---- | ----- | ----- | ----- | ----- | ---- | ----- | ----- | ----- | ----- | ----- | ----- | ----- | ----- |
| 通過 | 7.0   | 11.5  | 12.3  | 12.6  | 12.8 | 12.8  | 13.0  | 11.4  | 11.1  | 11.7  | 11.9  | 12.4  | 13.0  |

一方後方ではトウカイテイオーがスタートで出遅れて、最後方を追走していた。ゲートでトモを滑らせて腰の筋肉を痛めたトウカイテイオーは実力を発揮することなく敗退することになるが、それに気付かなかった対抗馬たちはトウカイテイオーのマークにこだわり、トウカイテイオーの仕掛けを待つライスシャワーなどは勝負所に差し掛かっても迂闊には動けず、トウカイテイオーとそれをマークする対抗馬たちの駆け引きで後方集団は三すくみの状態に。結果大逃げするメジロパーマーとダイタクヘリオスへの追走が遅れ、メジロパーマーの逃げ切りを許すことになった。前年のダイユウサクに続き、2年連続ブービー人気の勝利となり、馬番連勝3万1550円、複勝式1590円は有馬記念史上最高配当。単勝式4940円は、ダイユウサクに次いで有馬記念史上2番目の配当であった。

## 血統表
| メジロパーマーの血統              | メジロパーマーの血統                                   | メジロパーマーの血統                            | （血統表の出典）                                | （血統表の出典） |
| 父系                              | プリンスローズ系                                       | プリンスローズ系                                | プリンスローズ系                                | [ § 2 ]          |
| 父 メジロイーグル 1975 鹿毛       | 父の父メジロサンマン 1963 鹿毛                         | Charlottesville                                 | Prince Chevalier                                | Prince Chevalier |
| 父 メジロイーグル 1975 鹿毛       | 父の父メジロサンマン 1963 鹿毛                         | Charlottesville                                 | Noorani                                         |                  |
| 父 メジロイーグル 1975 鹿毛       | 父の父メジロサンマン 1963 鹿毛                         | *パラディシア Paradisea                         | Aureole                                         | Aureole          |
| 父 メジロイーグル 1975 鹿毛       | 父の父メジロサンマン 1963 鹿毛                         | *パラディシア Paradisea                         | Chenille                                        |                  |
| 父 メジロイーグル 1975 鹿毛       | 父の母*アマゾンウォリアー Amazon Warrior 1960 鹿毛     | Khaled                                          | Hyperion                                        | Hyperion         |
| 父 メジロイーグル 1975 鹿毛       | 父の母*アマゾンウォリアー Amazon Warrior 1960 鹿毛     | Khaled                                          | Eclair                                          |                  |
| 父 メジロイーグル 1975 鹿毛       | 父の母*アマゾンウォリアー Amazon Warrior 1960 鹿毛     | War Batsy                                       | War Relic                                       | War Relic        |
| 父 メジロイーグル 1975 鹿毛       | 父の母*アマゾンウォリアー Amazon Warrior 1960 鹿毛     | War Batsy                                       | Betsy Ross                                      |                  |
| 母 メジロファンタジー 1981 黒鹿毛 | 母の父*ゲイメセン Gay Mecene 1975 黒鹿毛               | Vaguely Noble                                   | *ヴィエナ                                       | *ヴィエナ        |
| 母 メジロファンタジー 1981 黒鹿毛 | 母の父*ゲイメセン Gay Mecene 1975 黒鹿毛               | Vaguely Noble                                   | Noble Lassie                                    |                  |
| 母 メジロファンタジー 1981 黒鹿毛 | 母の父*ゲイメセン Gay Mecene 1975 黒鹿毛               | Gay Missile                                     | Sir Gaylord                                     | Sir Gaylord      |
| 母 メジロファンタジー 1981 黒鹿毛 | 母の父*ゲイメセン Gay Mecene 1975 黒鹿毛               | Gay Missile                                     | Missy Baba                                      |                  |
| 母 メジロファンタジー 1981 黒鹿毛 | 母の母*プリンセスリファード Princess Lyphard 1975 鹿毛 | Lyphard                                         | Northern Dancer                                 | Northern Dancer  |
| 母 メジロファンタジー 1981 黒鹿毛 | 母の母*プリンセスリファード Princess Lyphard 1975 鹿毛 | Lyphard                                         | Goofed                                          |                  |
| 母 メジロファンタジー 1981 黒鹿毛 | 母の母*プリンセスリファード Princess Lyphard 1975 鹿毛 | *ノーラック No Luck                             | Lucky Debonair                                  | Lucky Debonair   |
| 母 メジロファンタジー 1981 黒鹿毛 | 母の母*プリンセスリファード Princess Lyphard 1975 鹿毛 | *ノーラック No Luck                             | No Teasing                                      |                  |
| 母系(F-No.)                       | ノーラック系(FN:1-s)                                   | ノーラック系(FN:1-s)                            | ノーラック系(FN:1-s)                            | [ § 3 ]          |
| 5代内の近親交配                   | Aureole 4×5、Nearco 5×5、Hyperion 4･5（父系内）        | Aureole 4×5、Nearco 5×5、Hyperion 4･5（父系内） | Aureole 4×5、Nearco 5×5、Hyperion 4･5（父系内） | [ § 4 ]          |
| 出典                              | 1. 2. 3. 4.                                            | 1. 2. 3. 4.                                     | 1. 2. 3. 4.                                     | 1. 2. 3. 4.      |

- 牝系は大系統ではラトロワンヌ系に属し、5代母No Fiddlingの子孫にはRegal Gleam、ティッカネン、モガミ、サマリーズなどがいる。